# Clube FM Belo Horizonte
Clube FM Belo Horizonte é uma emissora de rádio Brasileira sediada em Belo Horizonte, capital do estado de Minas Gerais. Opera na frequência FM 96,5 MHz, e é uma emissora própria da Rede Clube FM pertencente aos Diários Associados. Seus estúdios se localizam na sede do jornal Estado de Minas, onde funciona toda a holding dos Diários Associados em Belo Horizonte no bairro do Funcionários, e a sua antena de transmissão fica na Serra do Curral, no bairro do Belvedere.

## História
A frequência entrou no ar em 28 de fevereiro de 1980 como Guarani FM, sendo transmitida simultaneamente com a AM 1190 kHz, onde operava desde 1936 a Rádio Guarani. A emissora tinha formato adulto-contemporâneo, sendo boa parte de sua programação formada por músicas de MPB, música clássica, além de espaços para blocos jornalísticos.

Logotipo da então Guarani FM usado até 2015, quando foi arrendada

Em 1° de maio de 2015, com a crise do conglomerado, a emissora é arrendada à Comunidade Cristã Paz e Vida, passando a retransmitir a Feliz FM a partir de 00h03min. O fim da Guarani FM causou comoção em funcionários e ouvintes da emissora. Com a comoção, funcionários publicaram nas redes sociais da emissora um vídeo especial e uma carta nomeada "Para Sempre Guarani". Em 2019, a frequência AM é desativada.
Em 30 de junho de 2020, a emissora deixa de retransmitir a Feliz FM e entrou em expectativa para a Rede Clube FM, sendo sua segunda emissora própria, após a geradora em Brasília. Sua estreia ocorreu no dia 7 de dezembro.